# Vima
Vima is een geslacht van hooiwagens uit de familie Agoristenidae.
De wetenschappelijke naam Vima is voor het eerst geldig gepubliceerd door Hirst in 1912. 

## Soorten
Vima is monotypisch en omvat slechts de volgende soort:
- Vima insignis